# Manuel Antonio Morales
Manuel Antonio Morales (Colalao del Valle, Tucumán, 4 de mayo de 1970) es un exfutbolista argentino que jugaba como defensor.

## Carrera

### Atlético Tucumán
Nacido en Colalao del Valle, Morales se mudó a San Miguel de Tucumán a los 12 años, para sumarse a las divisiones inferiores de Atlético Tucumán y para poder tener educación secundaría, ya que en la capital tucumana, era mucho más accesible la educación que en los Valles Calchaquies. En 1988 debutó en el decano a los 18 años y jugó hasta el año 1994, llegando a ser capitán. Con la camiseta de Atlético Tucumán disputó un total de 154 partidos, convirtiéndose en uno de los jugadores con más partidos en la institución.

### Deportivo Cuenca
En 1994 luego de su paso por el decano, Morales se mudó a Ecuador, para tener su primera experiencia en el fútbol extranjero, al sumarse a Deportivo Cuenca de la Serie A de Ecuador.

## Clubes
| Club             | País      |
| ---------------- | --------- |
| Atlético Tucumán | Argentina |
| Deportivo Cuenca | Ecuador   |